# Казахмис
ВАТ "Корпорація «Казахмис» (каз. «Қазақмыс», англ. Kazakhmys) — лідер кольорової металургії Казахстану, один із найбільших світових виробників міді.

## Історія
Корпорацію створено 1996 на базі Жезказганського гірничо-металургійного комбінату.

## Характеристика
Об'єднує гірничодобувні, збагачувальні, плавильні та рафінувальні мідні підприємства Казахстану.
Станом на 2002 р. об'єднала всі підприємства міднодобувної галузі Казахстану (Жезказганський, Балхашський, Східно-Казахстанський, Жезкентський, Іртишський комплекси), 3 потужних ТЕС, вугільні розрізи Караганди.
На підприємствах «Казахмис» працюють понад 50 тис. осіб.
Основні напрямки діяльності: видобуток, збагачення і переробка руд кольорових металів, виробництво міді, афінування золота та срібла, хімічні технології перобки мінеральної сировини, виробництво теплової та електроенергії, видобуток вугілля.
2001 — підприємства корпорації видобули 39,7 млн т мідної руди; виробили: концентрату міді — 415,7 тис. т, цинку в концентраті — 67,9 тис. т, міді чорнової — 426,6 тис. т, міді рафінованої — 418,4 тис. т, золота в зливках — 5 581 кг, срібла в гранулах — 654 206 кг, видобули вугілля — 6,9 млн т.
Активи корпорації на 1 грудня 2001 складали $900 млн.
Основним власником компанії є південнокорейська фірма Samsung (42.4%); 35% акцій перебувають у державній власності, решта належить приватним акціонерам й інвестиційним компаніям.